# Koszykówka 3×3
Koszykówka 3×3 lub po prostu 3x3 („trzy na trzy”) – dyscyplina sportu drużynowego (sport olimpijski), odmiana klasycznej koszykówki, w której dwie trzyosobowe drużyny grają przeciwko sobie próbując zdobyć jak największą liczbę punktów wrzucając piłkę do jednego kosza. Jest zarządzana przez FIBA.

## Historia
Koszykówka 3×3 to odmiana koszykówki grana na ulicach i salach gimnastycznych na całym świecie, choć w mniej formalny sposób. Począwszy od końca lat osiemdziesiątych, sport zaczął być standaryzowany w całych Stanach Zjednoczonych, w szczególności poprzez serie turniejów Gus Macker i Hoop It Up. Od tego czasu liczba imprez i zawodów koszykówki 3×3 stale rośnie na całym świecie.
Od 2007 roku FIBA organizuje mistrzostwa świata, Europy i World Tour. Format został przetestowany na Halowych Igrzyskach Azjatyckich w 2007 i 2009 Młodzieżowych Igrzyskach Azjatyckich, zanim zadebiutował na Młodzieżowych Igrzyskach Olimpijskich w 2010. Od 2020 sport jest również obecny na Letnich Igrzyskach Olimpijskich.

## Podstawowe zasady
FIBA w 2007 wraz z sędziami stworzyła pierwsze oficjalne przepisy gry w koszykówkę 3x3. Po kilku aktualizacjach w 2015 roku opublikowano dotychczasowe zasady. W sytuacjach, które nie są wyraźnie określone, obowiązują normalne zasady koszykówki FIBA.
Ogólne
Sport uprawiany jest na boisku o szerokości 15 metrów i długości 11 metrów, co jest równoznaczne z dzieleniem normalnego boiska do koszykówki na dwie części. Każde pole ma pierścień, a obie drużyny atakują lub bronią się. Obie drużyny składają się z trzech graczy i jednego rezerwowego.
Zmiany odbywają się w zatrzymanym czasie gry, zawodnik schodzący z boiska musi dotknąć zawodnika wchodzącego.
Obszar ograniczony musi mieć linię swobodną znajdującą się na 5,80 metra od końca, w którym znajduje się kosz. Musi również mieć linię dwupunktową, w odległości 6,75 metra od kosza.
Mecz
Mecz rozpoczyna się od losowania w celu ustalenia, która drużyna rozpocznie w ataku, a która będzie grać w obronie. Gdy drużyna broniąca odzyskuje piłkę, zmienia się ona w atakującą na kosz, którego broniła.
Mecze trwają 10 minut czystej gry, a zegar zatrzymuje się za każdym razem, gdy piłka jest "martwa" lub gdy nastąpił faul.
Każda drużyna ma limit czasu i wynosi on 12 sekund od czasu przejęcia piłki do oddania rzutu na kosz przeciwnika.
Piłka
Rozgrywki męskie oraz damskie koszykówki 3x3 odbywają się przy użyciu identycznej piłki, posiadającej średnicę piłki koszykarskiej rozmiaru "6" (koszykówka "halowa damska"), o ciężarze piłki "nr 7" (koszykówka "halowa męska").
Zwycięzca meczu
Pierwsza drużyna, która przed upływem 10 minut zdobędzie 21 punktów lub więcej, wygrywa grę. Jeśli po dziesięciu minutach żadna drużyna nie zdobyła wymaganego minimum punktów, wygrywa ten, który uzyska wyższy wynik. W przypadku remisu po upływie dziesięciu minut zostanie przyznana minuta odpoczynku, a następnie zostanie rozegrany dodatkowy czas, który potrwa do czasu, gdy drużyna zdoła zdobyć kolejne 2 punkty.
Faule
Faule są podobne do klasycznej koszykówki, jednak inaczej liczone. W przeciwieństwie do klasycznej koszykówki, nie bierze się pod uwagę fauli osobistych. Niemniej jednak, ofensywne faule (jeśli nie są techniczne lub niesportowe) nigdy nie skutkują rzutami wolnymi, niezależnie od liczby fauli. Faule techniczne nie sklasyfikowane jako niesportowe powodują 1 rzut wolny i posiadanie piłki. Faule niesportowe są karane 2 rzutami wolnymi i posiadaniem piłki.
Za każdy faul wewnątrz linii dwupunktowej rzut wolny zostanie przyznany drużynie, która go otrzymała. Za każdy faul poza linią dwupunktową zostaną przyznane dwa rzuty wolne.
Po osiągnięciu sześciu i więcej fauli zostaną przyznane dwa rzuty wolne, niezależnie od rodzaju błędu, a po dziesięciu faulach zostaną przyznane dwa rzuty wolne i posiadanie piłki.
Wprowadzenie piłki do gry
Gdy zostanie wrzucona piłka do kosza, drużyna, która straciła punkty, wprowadza piłkę do gry poza linię dwupunktową, wykonując podanie lub dotknięcie. 
Zmiany
Zmiany mogą nastąpić, gdy piłka nie jest w grze i odbywa się w linii czołowej do kosza.